# 卡皮塔尼夫卡 (基輔州)
50°26′28″N 30°12′27″E / 50.44111°N 30.20750°E
卡皮塔尼夫卡（烏克蘭語：Капітанівка）是位於烏克蘭北部的村莊，由基辅州布恰区的德米特里夫卡市鎮負責管轄。該村面積0.08平方公里，海拔高度156米，2001年人口700，人口密度每平方公里8,571.4人。